# Werneria submontana
Werneria submontana är en groddjursart som beskrevs av Rödel, Schmitz, Pauwels och Böhme 2004. Werneria submontana ingår i släktet Werneria och familjen paddor. IUCN kategoriserar arten globalt som starkt hotad. Inga underarter finns listade i Catalogue of Life.